# Dudek P56
Dudek P56, właściwie Łukasz Dudziński (ur. 27 maja 1985 w Warszawie), znany również jako Dudek RPK i DDK RPK – polski raper, przedstawiciel nurtu ulicznego rapu. Członek zespołu Miejski Sort, współtworzy również kolektyw Bielańska Forteca. Były członek zespołów Razem Ponad Kilo oraz EKP Słodowiec.

## Działalność artystyczna
Łukasz Dudziński zadebiutował w 2006 roku na albumie Z życia wzięte, który nagrał wraz z formacją Razem Ponad Kilo (RPK). Dwa lata później ukazał się drugi materiał formacji zatytułowany Samo życie. Wkrótce potem DDK RPK rozpoczął prace nad debiutem solowym. W międzyczasie wraz z zespołem RPK gościł na albumie formacji NON Koneksja – Eksplozja. 17 grudnia 2009 roku ukazał się pierwszy solowy album rapera pt. Raprodukcja: prawdy dotyk. Produkcji nagrań podjęli się NWS, Szczur, Jarus, Siwers, Kriso, Małach i WueRBe. Z kolei wśród gości na płycie znaleźli się m.in. DJ Kebs, Buczer oraz Hemp Gru.
W ramach promocji do pochodzącej z płyty piosenki „Poznaj moje zasady” został zrealizowany teledysk. Rok później, 20 grudnia ukazał się drugi album solowy rapera zatytułowany Słowo dla ludzi cz.1. Gościnnie w nagraniach wzięli udział m.in. Peja, Kali oraz Bosski Roman. Z kolei muzykę wyprodukowali NWS, Jarus, DKS, Wowo, Fabster, Młody Kaszpir oraz Zbylu. Materiał był promowany teledyskami do utworów „Wojna”, „Słowo dla ludzi cz. 1”, „Nieodbite od kalki” oraz „Od zawsze na zawsze”.
3 grudnia 2011 roku do sprzedaży trafił trzeci album DDK pt. Słowo dla ludzi cz. 2: Codzienność. Płyta został wyprodukowana przez NWS, Wowo, Jarusa oraz Małacha. Rapera w nagraniach gościnnie wsparli m.in. Grabson, TPS, Suhy ENKATE, Arturo, Dawidzior, HDS oraz Bonus RPK. Nagrania promowały wideoklipy do utworów „Codzienność”, „Wciąż o tym samym”, „Witamy” oraz „Życie zmienia”. W 2012 roku DDK RPK z utworem „By przeżyć i uwierzyć” znalazł się na kompilacji Drużyna mistrzów, m.in. u boku takich wykonawców jak: Wigor, Paluch i Pęku.
Czwarty album muzyka pt. Od serca 2012 został wydany 8 marca 2013 roku. Wśród gości na płycie znaleźli się m.in. Pewna Pozycja, Bonus RPK, Lewy, Narczyk oraz Zgrzyt. Płyta dotarła do 14. miejsca zestawienia OLiS. W ramach promocji płyty powstały teledyski do piosenek „Zmierz się z rzeczywistością”, „Dla dobrych koleżków”, „Od serca” oraz „Stare fotografie”.
W marcu 2014 roku Bonus RPK oficjalnie poinformował o rozpadzie grupy Razem Ponad Kilo i odejściu Dudka z zespołu.
22 marca 2014 roku ukazał się piąty album studyjny rapera pt. Prorok 56. Gościnnie na płycie wystąpili m.in. End, Kłyza, Żary JLB oraz Mephisto. Nagrania dotarły do 10. miejsca polskiej listy przebojów (OLiS).
27 lutego 2015 roku do sprzedaży trafił kolejny album solowy rapera zatytułowany Siedem Prorok. Polski rap. Wydawnictwo ukazało się nakładem wytwórni muzycznej Fonografika. Zawierająca dwadzieścia piosenek płyta uplasowała na 6. miejscu najpopularniejszych płyt w Polsce (OLiS). Nagrania były promowane teledyskami do utworów „Siódme niebo”, „Będą gadać”, „Siedem” i „Coś się zbliża”.
27 maja 2016 roku ukazał się następny solowy album rapera pt. Kocham życie. Wydawnictwo dotarło do 1. miejsca zestawienia OLiS. Materiał był promowany teledyskami do utworów „Kocham życie”, „Ile oddałbyś” oraz „Niech się dzieje”.

## Dyskografia
Albumy
| Rok                        | Album                                                                             | Pozycja na liście |
| Rok                        | Album                                                                             | POL               |
| -------------------------- | --------------------------------------------------------------------------------- | ----------------- |
| 2009                       | Raprodukcja: prawdy dotyk - Data: 17 grudnia 2009 - Wydawca: Ciemna Strefa        | –                 |
| 2010                       | Słowo dla ludzi cz.1 - Data: 20 grudnia 2010 - Wydawca: Ciemna Strefa             | –                 |
| 2011                       | Słowo dla ludzi cz.2: codzienność - Data: 3 grudnia 2011 - Wydawca: Ciemna Strefa | –                 |
| 2013                       | Od serca 2012 - Data: 8 marca 2013 - Wydawca: Proper Records                      | 14                |
| 2014                       | Prorok 56 - Data: 22 marca 2014 - Wydawca: Proper Records                         | 10                |
| 2014                       | Prorok 6 - Data: 24 grudnia 2014 - Wydawca: wydanie własne (nielegal)             | –                 |
| 2015                       | Siedem Prorok. Polski rap - Data: 27 lutego 2015 - Wydawca: Fonografika           | 6                 |
| 2016                       | Kocham życie - Data: 27 maja 2016 - Wydawca: P56 Label                            | 1                 |
| 2016                       | Progres 56 - Data: 11 listopada 2016 - Wydawca: P56 Label                         | 7                 |
| 2017                       | Ja to hip hop (oraz Rest) - Data: 26 maja 2017 - Wydawca: P56 Label               | 6                 |
| 2017                       | Progres 2 - Data: 26 czerwca 2017 - Wydawca: P56 Label                            | 3                 |
| 2017                       | 11 Solo. My Tape - Data: 1 grudnia 2017 - Wydawca: P56 Label                      | 30                |
| 2018                       | My Tape. D12 - Data: 25 maja 2018 - Wydawca: P56 Label                            | 12                |
| 2018                       | Deżawi (oraz Żary JLB i INKG) - Data: 21 września 2018 - Wydawca: P56 Label       | 21                |
| 2018                       | Mixtape P56 Label 01 - Data: 30 listopada 2018 - Wydawca: P56 Label               | –                 |
| 2019                       | Mixtape P56 Label 02 - Data: 17 maja 2019 - Wydawca: P56 Label / Step Hurt        | 23                |
| 2019                       | Dwa światy vol. 1 - Data: 20 września 2019 - Wydawca: P56 Label / Step Hurt       | 7                 |
| 2020                       | Dwa światy vol. 2 - Data: 6 listopada 2020 - Wydawca: P56 Label / Step Hurt       | 3                 |
| 2021                       | Wieża Pale - Data: 10 grudnia 2021 - Wydawca: P56 Label / Step Hurt               | 15                |
| 2022                       | No Limit - Data: 16 grudnia 2022 - Wydawca: P56 Label / Step Hurt                 | 22                |
| 2023                       | Ponad czas - Data: 1 grudnia 2023 - Wydawca: P56 Label / Step Hurt                | 21                |
| 2024                       | Pola Stress (oraz Korwin ES) - Data: 3 lipca 2024 - Wydawca: wydanie własne       | –                 |
| 2024                       | Philip Ragga - Data: 29 listopada 2024 - Wydawca: P56 Label / Step Hurt           | 29                |
| „–” album nie był notowany |                                                                                   |                   |

Single
| Rok  | Tytuł                                         | Sprzedaż       | Certyfikat         | Album                   |
| ---- | --------------------------------------------- | -------------- | ------------------ | ----------------------- |
| 2015 | „Kocham życie”                                | - POL: 10 000+ | - POL: złota płyta | Kocham życie            |
| 2015 | „Sam wiesz” – Rest (gościnnie: Dudek P56)     | - POL: 10 000+ | - POL: złota płyta | Wiara, nadzieja, miłość |
| 2017 | „Rysopis” – Ostry (gościnnie: Dudek P56)      | - POL: 10 000+ | - POL: złota płyta | Rysopis                 |
| 2019 | „Retro” – Epis Dym KNF (gościnnie: Dudek P56) | - POL: 10 000+ | - POL: złota płyta | Hybryd                  |

Inne
| Rok  | Album                                                   | Uwagi | Źródło |
| ---- | ------------------------------------------------------- | --- | ------ |
| 2008 | Na śmierć i życie – Smolar & Esef                       | gościnnie rap w utworze „Nieuniknione”                                                                       | [ 42 ] |
| 2008 | Samo życie – Razem Ponad Kilo                           | członek zespołu                                                                                              | [ 43 ] |
| 2008 | Koneksje miejskie – SSDI                                | gościnnie rap w utworze „Jestem z tych, co...”                                                               | [ 44 ] |
| 2009 | Wkurwiony dzieciak – Bonus RPK                          | gościnnie rap w utworach „Autentyczny rap”, „Konfrontacja”, „Kryptonim – między osiedlami (utwór dodatkowy)” | [ 45 ] |
| 2009 | Świadomość – Tomiko                                     | gościnnie rap w utworach „Stawiam wszystko” i „Zakoduj w bani”                                               | [ 46 ] |
| 2009 | Synonim whiskey – Szops                                 | gościnnie rap w utworze „Kiedy”                                                                              | [ 47 ] |
| 2009 | Daję coś od siebie – ZWNA                               | gościnnie rap w utworze „Ludzkie tragedie”                                                                   | [ 48 ] |
| 2010 | 4/4TE – Pils                                            | gościnnie rap w utworze „Cho cho”                                                                            | [ 49 ] |
| 2010 | Sprawa honoru – Kachu BSP                               | gościnnie rap w utworze „Pierdol się”                                                                        | [ 50 ] |
| 2010 | Kilkaset słów, kilkaset sekund sławy – W Zmowie         | gościnnie rap w utworze „Ryzyko”                                                                             | [ 51 ] |
| 2010 | Naznaczony – HDS                                        | gościnnie rap w utworach „Pamiętaj ziomek” i „Po prostu”                                                     | [ 52 ] |
| 2010 | W imię zasad – HZOP                                     | gościnnie rap w utworze „Prawdziwy przekaz”                                                                  | [ 53 ] |
| 2011 | EP – Malar                                              | gościnnie rap w utworze „Energia”                                                                            | [ 54 ] |
| 2011 | Nasza broń to nasza pasja – Firma                       | gościnny rap w utworze „Pogrom”                                                                              | [ 55 ] |
| 2011 | Jedna miłość, jedna więź – Emblemat                     | gościnnie rap w utworze „Miasta styl”                                                                        | [ 56 ] |
| 2011 | Arche – RRI                                             | gościnnie rap w utworze „Co czai się za rogiem”                                                              | [ 57 ] |
| 2011 | Naprzeciw wszystkiemu – Graba                           | gościnnie rap w utworze „Droga, którą podążam”                                                               | [ 58 ] |
| 2012 | Nie dla wszystkich – Nie Dla Wszystkich                 | gościnnie rap w utworze „Niosę przekaz”                                                                      | [ 59 ] |
| 2012 | Drogowskazy życia – HZOP                                | gościnnie rap w utworze „Każdy z nas”                                                                        | [ 60 ] |
| 2012 | Progres – Renesens                                      | gościnnie rap w utworze „Nie robi wrażenia”                                                                  | [ 61 ] |
| 2012 | Drużyna mistrzów (kompilacja)                           | rap w utworze „By przeżyć i uwierzyć”                                                                        | [ 62 ] |
| 2012 | 10 przykazań ulicy – Adrian MTK                         | gościnnie rap w utworze „Odczułem na swej skórze”                                                            | [ 63 ] |
| 2012 | Relacja 2012 – Małach, Rufuz                            | gościnnie rap w utworze „Kilka słów o mnie”                                                                  | [ 64 ] |
| 2012 | Braterska siła – Bosskiskład                            | gościnnie rap w utworze „Głos pokolenia”                                                                     | [ 65 ] |
| 2012 | Artysta kombinator – Bonus RPK                          | gościnnie rap w utworze „Dłużnicy”                                                                           | [ 66 ] |
| 2013 | NWS Produkcja Mixtape 2012 – NWS                        | gościnnie rap w utworach „Mam moc” i „Mam moc (Remix)”                                                       | [ 67 ] |
| 2013 | Artykuł 226 paragraf 1 – Marcinek 3Z                    | gościnnie rap w utworze „Oczy z tyłu głowy”                                                                  | [ 68 ] |
| 2013 | Drużyna mistrzów 2: Sport, muzyka, pasja (kompilacja)   | rap w utworze „Zastrzyk motywacji”                                                                           | [ 69 ] |
| 2013 | Nie bez powodu 2013 – Kryptonim                         | gościnnie rap w utworze „Po co?”                                                                             | [ 70 ] |
| 2014 | Wilczy apetyt – Maro ERCE                               | gościnnie rap w utworze „Zerwana melodia”                                                                    | [ 71 ] |
| 2014 | TheRapYa szokowa dozwolona od lat 18 – Bosski Roman     | gościnnie rap w utworze „Nie zapomnij”                                                                       | [ 72 ] |
| 2014 | W drodze po swoje – Songo                               | gościnnie rap w utworze „W drodze po swoje”                                                                  | [ 73 ] |
| 2014 | Polsko-warszawski – Karat                               | gościnnie rap w utworze „Co Ci strzeliło do głowy?”                                                          | [ 74 ] |
| 2014 | Nielegalny rap II tom I – Vander                        | gościnnie rap w utworach „Miałem sen” i „Nie może być inaczej (Remix)”                                       | [ 75 ] |
| 2015 | Uliczny przekaz dla dobrych ludzi – Bosski Roman        | gościnnie rap w utworze „Wychowany ulicą”                                                                    | [ 76 ] |
| 2015 | Drużyna mistrzów 3 (kompilacja)                         | rap w utworze „Na jeden wokal”                                                                               | [ 77 ] |
| 2015 | Dwie strony medalu – Marcinek 3Z                        | gościnnie rap w utworze „Widok z okna”                                                                       | [ 78 ] |
| 2015 | Wielokrotnie karany – TPS                               | gościnnie rap w utworze „Widzę teraz”                                                                        | [ 79 ] |
| 2015 | Wiara, nadzieja, miłość – Rest                          | gościnnie rap w utworze „Sam wiesz”                                                                          | [ 80 ] |
| 2017 | Drużyna mistrzów 4: Moc motywacji [Deluxe] (kompilacja) | rap w utworze „Nie jestem ideałem”                                                                           | [ 81 ] |
| 2017 | Środowisko miejskie 2 (kompilacja)                      | rap w utworze „Czułość”                                                                                      | [ 82 ] |

## Teledyski
| Rok                    | Tytuł                                                                           | Reżyseria / Realizacja | Album                                    | Źródło  |
| ---------------------- | ------------------------------------------------------------------------------- | ---------------------- | ---------------------------------------- | ------- |
| 2009                   | „Poznaj moje zasady”                                                            | TOCZY Videos           | Raprodukcja: Prawdy dotyk                | [ 83 ]  |
| 2010                   | „Wojna”                                                                         |                        | Słowo dla ludzi cz. 1                    | [ 84 ]  |
| 2010                   | „Wjazd”                                                                         |                        | Słowo dla ludzi cz. 1                    | [ 85 ]  |
| 2011                   | „Nieodbite od kalki”                                                            |                        | Słowo dla ludzi cz. 1                    | [ 86 ]  |
| 2011                   | „Od zawsze na zawsze” (gościnnie: HipoToniA WIWP, Songo, Bonus RPK)             | 9Liter Filmy           | Słowo dla ludzi cz. 1                    | [ 87 ]  |
| 2011                   | „Codzienność” (gościnnie: TPS ZDR, Martin JSP)                                  | 9Liter Filmy           | Słowo dla ludzi cz. 2: codzienność       | [ 88 ]  |
| 2011                   | „Wciąż o tym samym” (gościnnie: DJ.DFC)                                         | 9Liter Filmy           | Słowo dla ludzi cz. 2: codzienność       | [ 89 ]  |
| 2012                   | „Witamy” (gościnnie: Narczyk)                                                   | 9Liter Filmy           | Słowo dla ludzi cz. 2: codzienność       | [ 90 ]  |
| 2012                   | „Życie zmienia” (gościnnie: Kafar DIX37)                                        | 9Liter Filmy           | Słowo dla ludzi cz. 2: codzienność       | [ 91 ]  |
| 2012                   | „Zmierz się z rzeczywistością”                                                  | 9Liter Filmy           | Od serca 2012                            | [ 92 ]  |
| 2013                   | „Dla dobrych koleżków” (gościnnie: Vander)                                      | 9Liter Filmy           | Od serca 2012                            | [ 93 ]  |
| 2013                   | „Od serca” (gościnnie: PRG)                                                     | 9Liter Filmy           | Od serca 2012                            | [ 94 ]  |
| 2014                   | „Stare fotografie”                                                              | 9Liter Filmy           | Od serca 2012                            | [ 95 ]  |
| 2014                   | „Miało być w kolorze”                                                           | Patryk Jurek           | Prorok 56                                | [ 96 ]  |
| 2014                   | „Chciałbym”                                                                     |                        | Prorok 56                                | [ 97 ]  |
| 2014                   | „Jest jaki jest”                                                                | 9 Liter Filmy          | Prorok 56                                | [ 98 ]  |
| 2015                   | „Siódme niebo”                                                                  | 9 Liter Filmy          | Siedem Prorok. Polski rap                | [ 99 ]  |
| 2015                   | „Będą gadać” (gościnnie: Jongmen, Hudy HZD, Kłyza)                              | RTS Media              | Siedem Prorok. Polski rap                | [ 100 ] |
| 2015                   | „Siedem”                                                                        | Provideo               | Siedem Prorok. Polski rap                | [ 101 ] |
| 2015                   | „Coś się zbliża” (gościnnie: Miejski Sort)                                      | InspirationsTimeFilm   | Siedem Prorok. Polski rap                | [ 102 ] |
| 2015                   | „Kocham życie”                                                                  |                        | Kocham życie                             | [ 103 ] |
| 2015                   | „Ile oddałbyś”                                                                  |                        | Kocham życie                             | [ 104 ] |
| 2015                   | „Niech się dzieje”                                                              |                        | Kocham życie                             | [ 105 ] |
| 2016                   | „Bo co”                                                                         |                        | Progres 56                               |         |
| 2016                   | „Kocham życia”                                                                  |                        | Kocham życie                             |         |
| 2016                   | „To po pierwsze”                                                                |                        | Kocham życie                             |         |
| 2016                   | „Buty”                                                                          |                        | Kocham życie                             |         |
| 2018                   | „Skrzydła” (wspólnie z: Żary, INKG)                                             | R5 Films               | Deżawi                                   | [ 106 ] |
| 2018                   | „Ma dusza” (wspólnie z: Żary, INKG)                                             |                        | Deżawi                                   |         |
| 2018                   | „Deżawi” (wspólnie z: Żary, INKG)                                               |                        | Deżawi                                   |         |
| 2018                   | „Znacie to” (wspólnie z: Żary, INKG)                                            |                        | Deżawi                                   |         |
| Gościnnie / Kompilacje |                                                                                 |                        |                                          |         |
| 2012                   | „Każdy z nas” – HZOP (gościnnie: Dudek RPK, RPS)                                | 9 Liter Filmy          | Drogowskazy życia                        | [ 107 ] |
| 2012                   | „Głos pokolenia” – Bosskiskład (gościnnie: HDS, Dudek RPK, Tadek)               | Gwaranto Studio        | Braterska siła                           | [ 108 ] |
| 2013                   | „Zastrzyk motywacji” – Dudek RPK, Damian Janikowski, Bosski Roman, Młody Bosski | Gwaranto Studio        | Drużyna mistrzów 2: Sport, muzyka, pasja | [ 109 ] |
| 2014                   | „Nie zapomnij” – Bosski Roman (gościnnie: Miejski Sort)                         | Gwaranto Studio        | TheRapYa szokowa dozwolona od lat 18     | [ 110 ] |
| 2015                   | „Wychowany ulicą” – Bosski Roman (gościnnie: Kaczy, Dudek P56)                  | Bosski Roman           | Uliczny przekaz dla dobrych ludzi        | [ 111 ] |
| 2015                   | „Widok z okna” – Marcinek 3Z (gościnnie: Rest, Dudek P56)                       | Zeroosiem              | Dwie strony medalu                       | [ 112 ] |
| 2015                   | „Sam wiesz” – Rest (gościnnie: Dudek P56)                                       | M.L. FILMZ             | Wiara, nadzieja, miłość                  | [ 113 ] |
| 2017                   | „Uliczne Bajlando” – Kaczor BRS (gościnnie: Dudek P56, Kłyza, Rogal DDL)        | New Film Factory       | Popalone styki                           | [ 114 ] |
| 2017                   | „Czułość” – Dudek P56                                                           | Kacpero ŚMVIDEO        | Środowisko miejskie 2                    | [ 115 ] |
| 2018                   | „Szybkie życie” – Kazior (gościnnie: Dudek P56)                                 | ŚMvideo / Filop Studio | Hermes                                   | [ 116 ] |